# Ричардс (лунный кратер)
Кратер Ричардс (лат. Richards), не путать с кратером Ричардс на Венере, — небольшой ударный кратер в северо-западной части чаши кратера Менделеев на обратной стороне Луны. Название дано в честь американского химика Теодора Уильяма Ричардса (1868—1928) и утверждено Международным астрономическим союзом в 1976 г.

## Описание кратера

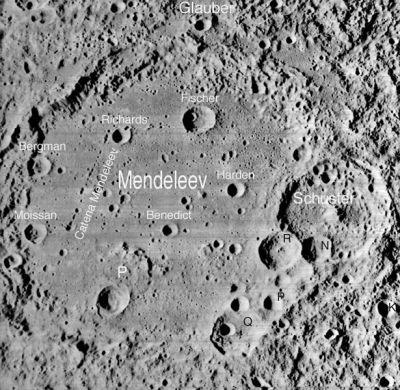
Окрестности кратера Ричардс. Снимок Lunar Orbiter - I.

Ближайшими соседями кратера являются кратер Бергман на западе-юго-западе; кратер Резерфорд на северо-западе; кратер Фишер на востоке; кратер Гарден на юго-востоке; кратер Бенедикт на юге-юго-востоке и кратер Муассан на юго-западе. Вдоль западной части вала кратера проходит цепочка кратеров Менделеева.
Селенографические координаты центра кратера — 7°42′ с. ш. 140°05′ в. д. / 7,7° с. ш. 140,09° в. д., диаметр — 16,8 км, глубина — 2,6 км.
Кратер имеет чашеобразную форму с небольшим участком плоского дна, практически не разрушен. Вал с четко очерченной кромкой, северо-восточная часть вала перекрыта маленьким кратером. Внутренний склон вала широкий и гладкий, с высоким альбедо. Высота вала над окружающей местностью составляет около 600 м.

## Сателлитные кратеры
Отсутствуют.

## Галерея

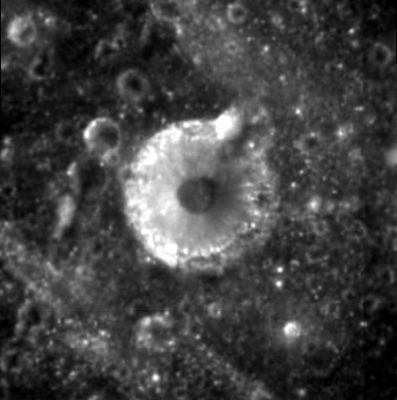
Кратер Ричардс. Снимок зонда Clementine.
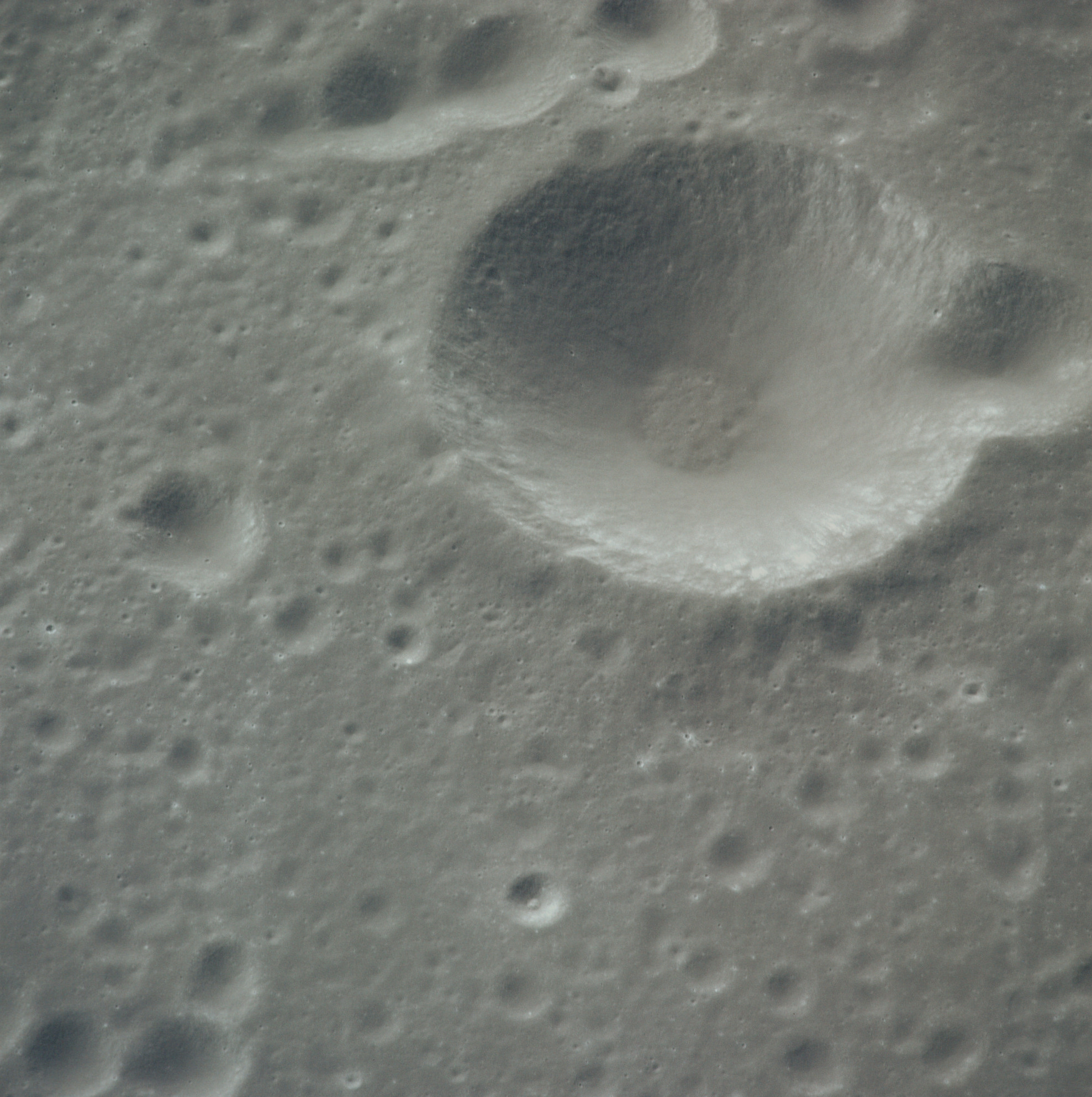
Снимок кратера Ричардс и северной оконечности цепочки кратеров Менделеева с борта Аполлона-16.